# جورج سيلفيو
جورج سيلفيو (بالرومانية: George Silviu)‏ هو مترجم وكاتب للأطفال ومحامي وشاعر روماني، ولد في 15 يناير 1901، وتوفي في 16 مايو 1971.